# Nerocila lanceolata
Nerocila lanceolata es una especie de crustáceo isópodo marino del género Nerocila, familia Cymothoidae. Fue descrita científicamente por Say en 1818.

## Distribución
Esta especie se encuentra en los Estados Unidos (Georgia) y el Atlántico norte.